# Realitos
Realitos is een plaats (census-designated place) in de Amerikaanse staat Texas en valt bestuurlijk gezien onder Duval County.

## Demografie
Bij de volkstelling in 2000 werd het aantal inwoners vastgesteld op 209.

## Geografie
Volgens het United States Census Bureau beslaat de plaats een oppervlakte van
0,7 km², waarvan 0,7 km² land. Realitos ligt op ongeveer 135 m boven zeeniveau.

## Plaatsen in de nabije omgeving
De onderstaande figuur toont nabijgelegen plaatsen in een straal van 28 km rond Realitos.